# Birgit Piechulla
Birgit Piechulla  (* 2. März 1956 in Neumünster) ist eine deutsche Biologin und Biochemikerin sowie Hochschullehrerin an der Universität Rostock.

## Leben
Nach dem Abitur in Kiel (1975) begann Piechulla noch im gleichen Jahr ein Biologiestudium, zunächst an der Universität Oldenburg, dann an der Universität Göttingen. Die  Promotion erfolgte 1983 ebenfalls in Göttingen mit einer Arbeit über den Elongationsfaktor EF-Tu aus Backhefe (Saccharomyces cerevisiae). Die Habilitation im Fach Biochemie erfolgte im Jahre 1992 mit einer Arbeit über die Regulierung der Expression von Chlorophyll-Bindungsproteinen in Tomaten (Lycopersicon esculentum).
Sie war von 1992 bis 1996 Hochschuldozentin (C2) am Institut für Biochemie der Pflanze der Universität Göttingen und seit 1996 Professorin für Biochemie (C4) am Fachbereich Biologie der Universität Rostock bis zu ihrer Emeritierung im Jahre 2022.
Piechulla ist mit dem Mikrobiologen Hubert Bahl verheiratet. Sie haben zwei Söhne und eine Tochter.

## Wirken
Die Forschungsgebiete ihrer Arbeitsgruppe innerhalb der Biochemie sind unter anderem die Regulation der Emission flüchtiger Sekundärmetaboliten von  Bakterien und Pflanzen, die Wirkung der biologischen circadianen Uhr auf die Genexpression bei Pflanzen, die Isolierung und Testung von Phytoestrogenen sowie die Analyse der Multigenfamilie der Lichtsammelkomplexproteine.
Darüber hinaus wirkte sie zusammen mit Hans-Walter Heldt an mehreren Ausgaben des Standardlehrwerks Pflanzenbiochemie mit und publizierte über die Vereinbarkeit von Familie und Beruf.

## Auszeichnungen
- 2022: Ehrenmitglied der DBG[4]

## Veröffentlichungen (Auswahl)
- Hans-Walter Heldt, Birgit Piechulla: Pflanzenbiochemie. 5. Auflage. Spektrum, Akademische Verlagsgesellschaft, Heidelberg 2015, ISBN 978-3-662-44397-2, S. 597 (unter Mitarbeiter von Fiona Heldt).
- B. Piechulla: Professorin und Mutter – wie geht das? 28 Berichte vom alltäglichen Spagat zwischen Familie und akademischer Karriere. Spektrum, Akademischer Verlag, Heidelberg, 2011, ISBN 978-3-8274-2431-0.